# Tolk (Sydslesvig)
Tolk er en landsby og kommune beliggende få km nord for Slien i det sydlige Angel i Sydslesvig. Administrativt hører kommunen under Slesvig-Flensborg kreds i den nordtyske delstat Slesvig-Holsten. Kommunen samarbejder på administrativt plan med andre kommuner i omegnen i Sydangel kommunefælleskab (Amt Südangeln). Tolk er sogneby i Tolk Sogn. Sognet lå i Strukstrup Herred (Gottorp Amt), da Slesvig var dansk indtil 1864.

## Geografi
Kommunen omfatter ved siden af Tolk byerne Blæsbjerg (Blasberg), Bøgvad (Bökwatt), Lobager (på dansk også Lovager, ty. Lobacker), Tolkskov (Tolkschau), Tolkskovby (Tolkschuby).
Terrainet omkring Tolk er dannet som en urstrømsdal i Saale-istiden. Der er enkelte hedearealer og nogen skov og mose. I nordvest grænser kommunen til Sønder Farensted, Bøglund og Strukstrup kommuner, i øst til Tved og Torsted kommuner. Det tidligere Tolk sogn var lidt større og bestod af Tolk, Tolkskovby, Bolkjær, Boskov, Grumby, Ellekjær og Ildbjerg.
I kommunens område findes 20 vindkraftanlæg. Tolk er i dag mest kendt i forbindelse med forlystelsesparken Tolk-Schau.

## Historie
Byen dukker første gang op i skriftlige kilder i 1192. Stednavnet betyder enten kløft, indsnit, bugt (sml. oldnordisk tálga≈snitte, skære) eller spids (grav)høj (historisk *tholghøghe, sml. olrdnordisk þollr≈pæl og olddansk høgh≈høj).
Det tidligere gods Tolkskovby blev i 1786 delt op i enkeltgårdene Katrinegaard, Gammel Tolkskovbygaard og Ny Tolkskovbygaard.
Tolk Kirke er fra 1100-tallet.